# Kaplica Objawień
Kaplica Objawień (port. Capelinha das Aparições) – kaplica znajdująca się na terenie Sanktuarium Matki Bożej Fatimskiej. Zbudowana na miejscu, w którym Matka Boża objawiała się małym pasterzom: Łucji Santos, Franciszkowi i Hiacyncie Marto. 

## Historia i opis
W miejscu, na którym znajduje się kaplica, miało miejsce pięć spośród sześciu objawień Maryi. Kaplica została zbudowana na jej cześć. Wzniósł ją w okresie od 28 kwietnia do 15 czerwca 1919 roku kamieniarz Joaquim Barbeiro. 13 października 1921 roku odprawiono w niej pierwszą mszę; pierwszym kapelanem kaplicy został mianowany ksiądz Manuel de Sousa. 6 marca 1922 roku kaplica została wysadzona w powietrze przez tych, którzy podejrzewali, iż Kościół inscenizuje cuda. 13 grudnia 1922 roku rozpoczęto odbudowę kaplicy, zaś równo rok później ponownie ją otwarto; zbudowano też nad nią pierwsze zadaszenie.

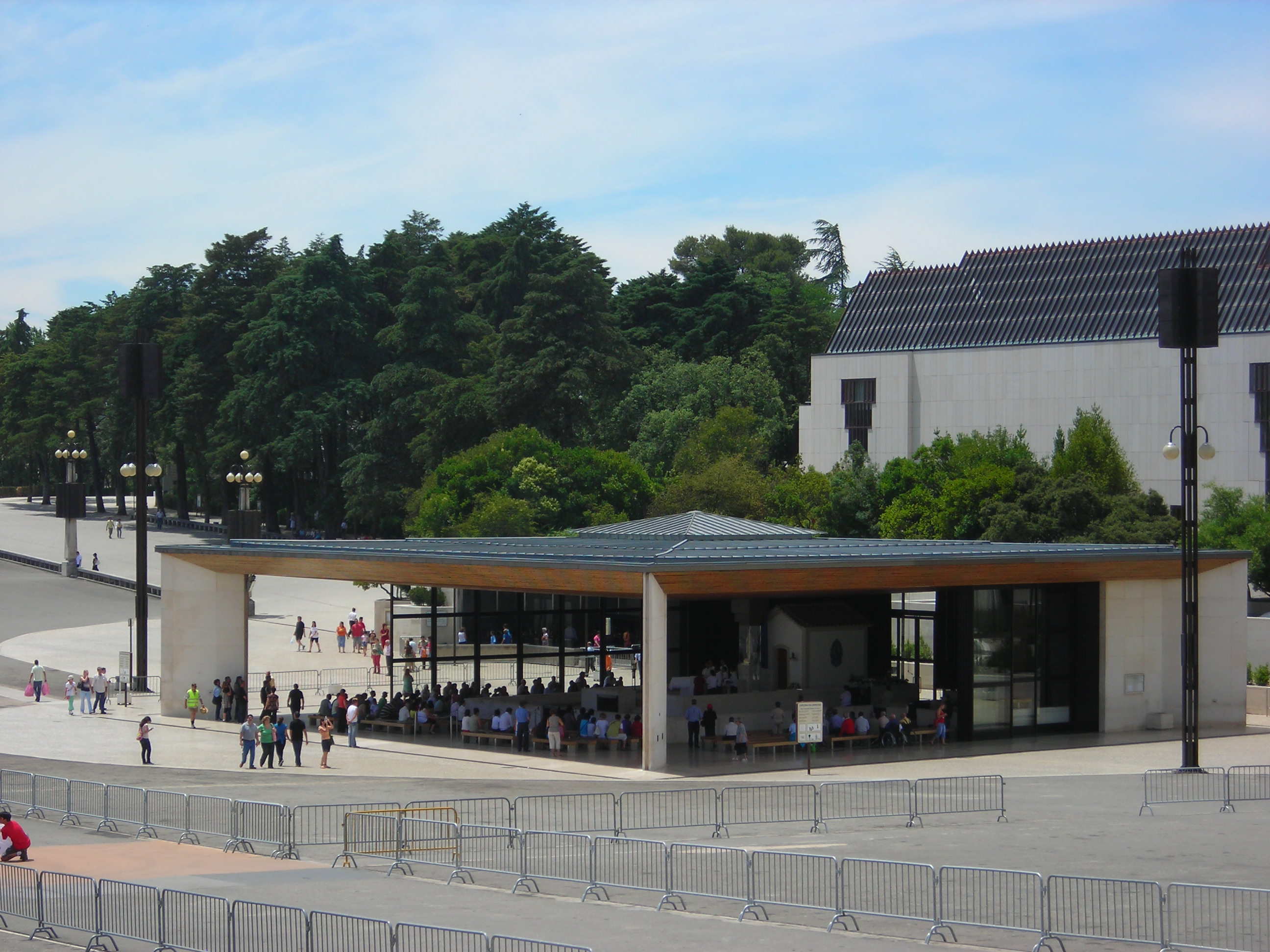
Kaplica Objawień w Fatima.

Kaplica zachowała się, z niewielkimi zmianami do dziś. Została wzniesiona na planie prostokąta i pokryta dachem dwuspadowym. Jej fasadę i ściany pobielono gipsem, natomiast narożniki i gzyms pomalowano na beżowo. Do wnętrza prowadzi łukowo sklepiony portal. Na prawej ścianie umieszczono płytki, płaskorzeźbiony panel w kolorach niebieskim i białym. Na zewnątrz kaplicy znajduje się ołtarz, ambona oraz miejsca siedzące. Przed kaplicą wznosi się biała kolumna z posągiem Matki Bożej Fatimskiej, zbudowana nad miejscem, w którym rósł niewielki dąb ostrolistny, będący miejscem objawienia się Matki Bożej 13 maja 1917 roku. Ponieważ dąb ten w przeszłości padł ofiarą kolekcjonerów pamiątek, więc zamiast niego posadzono inne, duże drzewo, w pobliżu wejścia do Sanktuarium lasu. Sam posąg Matki Bożej Fatimskiej wyrzeźbił w 1920 roku José Ferreira Thedim według wskazań Łucji dos Santos. Zleceniodawcą był Gilberto Fernandes dos Santos. 13 maja tego samego roku posąg został pobłogosławiony w kościele parafialnym Matki Bożej Fatimskiej przez proboszcza Manuela Benta Moreirę i ojca Antónia de Oliveira Reis, a 13 czerwca umieszczony w Kaplicy Objawień. 13 maja 1946 roku legat papieski, kardynał Benedetto Aloisi Masella dokonał koronacji posągu Matki Bożej Fatimskiej. Organy kaplicy zbudował Gerhard Grenzing. Mają one 12 głosów podzielonych na 2 manuały i pedał. Istniejące obecnie na kaplicą zadaszenie zostało oddane do użytku podczas pierwszej wizyty papieża Jana Pawła II w sanktuarium w Fatimie 12 i 13 maja 1982 roku; zadaszenie zaprojektował José Carlos Loureiro. W 1988 roku sufit zadaszenia wyłożono drewnem sosnowym, sprowadzonym z północnej Syberii, wybranym ze względu na lekkość i trwałość.   

### Pierwsza kaplica

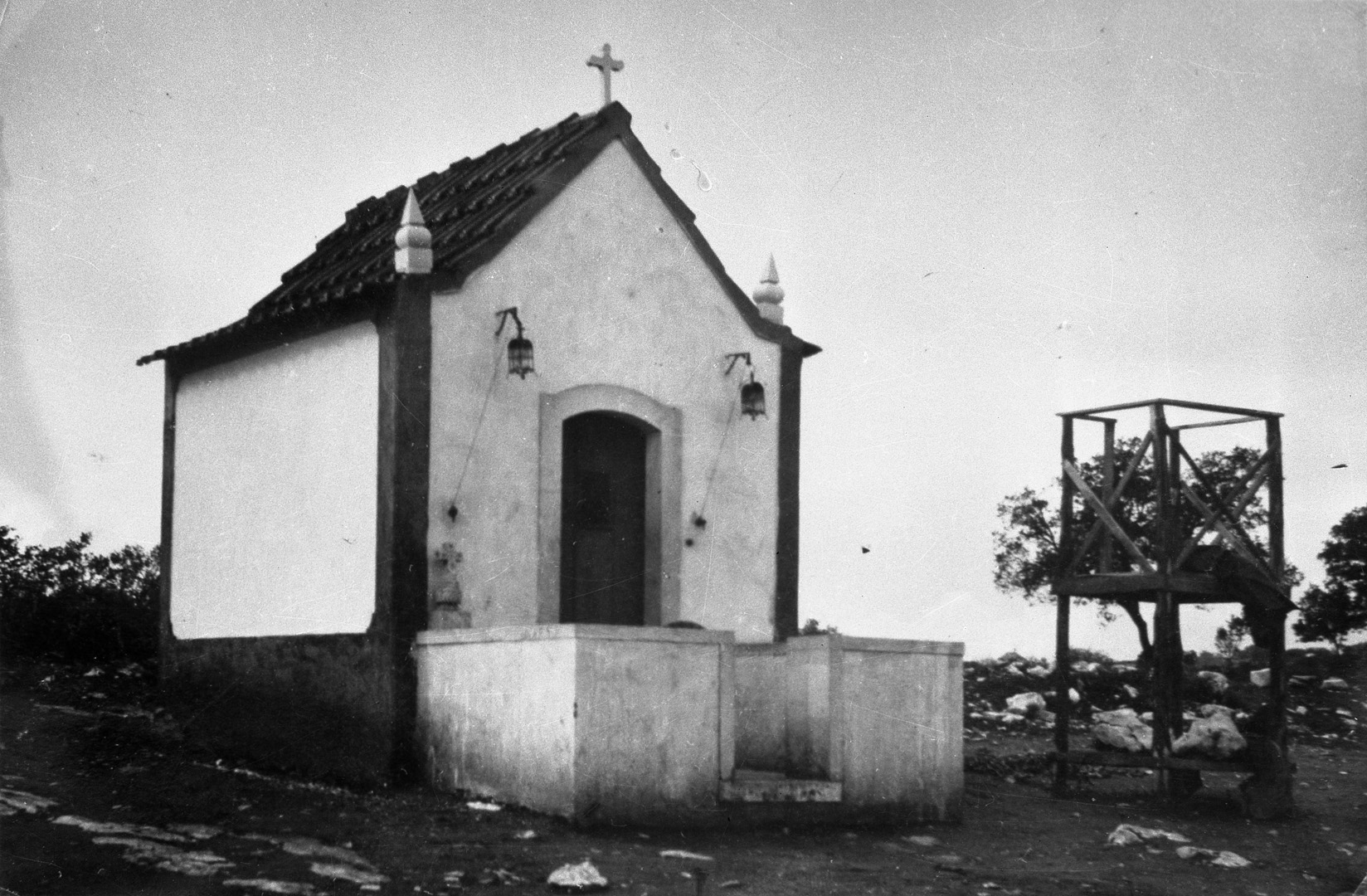
Pierwotna kaplica (1922)
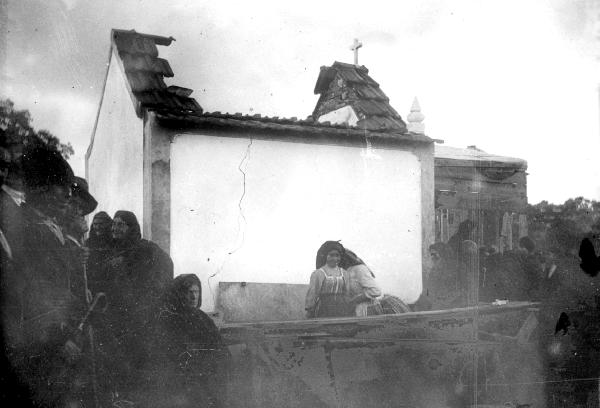
Kaplica po zamachu bombowym (6 marca 1922)
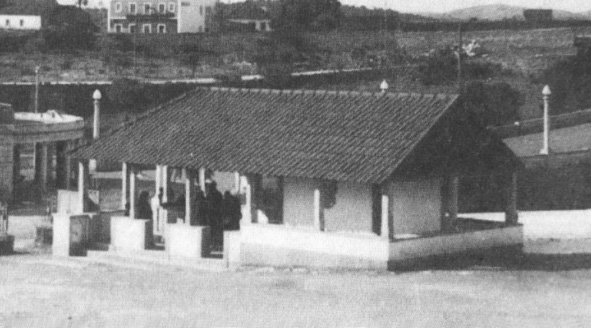
Kaplica po odbudowie i pod zbudowanym wówczas zadaszeniem

### Kaplica współczesna

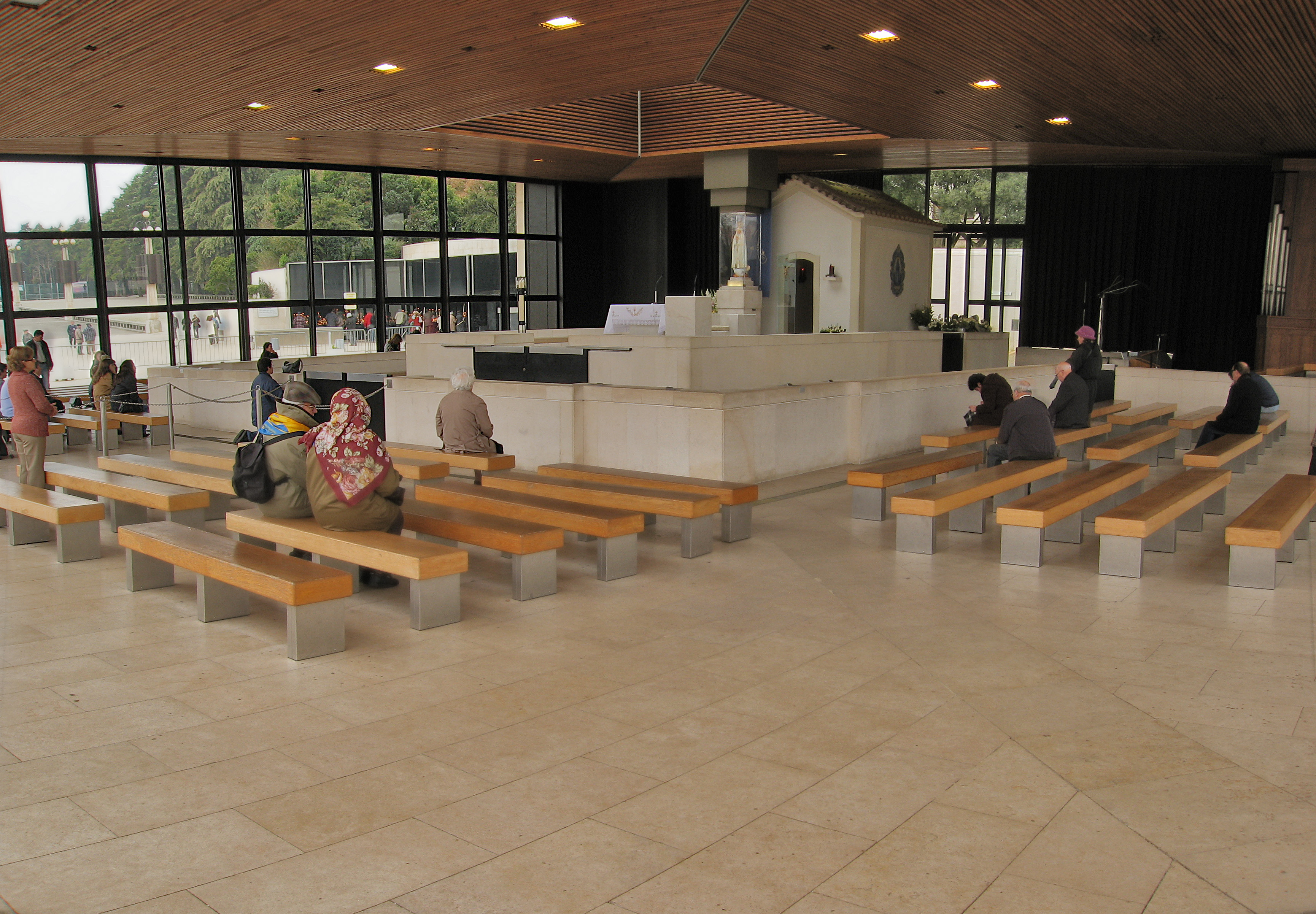
Obecna kaplica pod nowym zadaszeniem
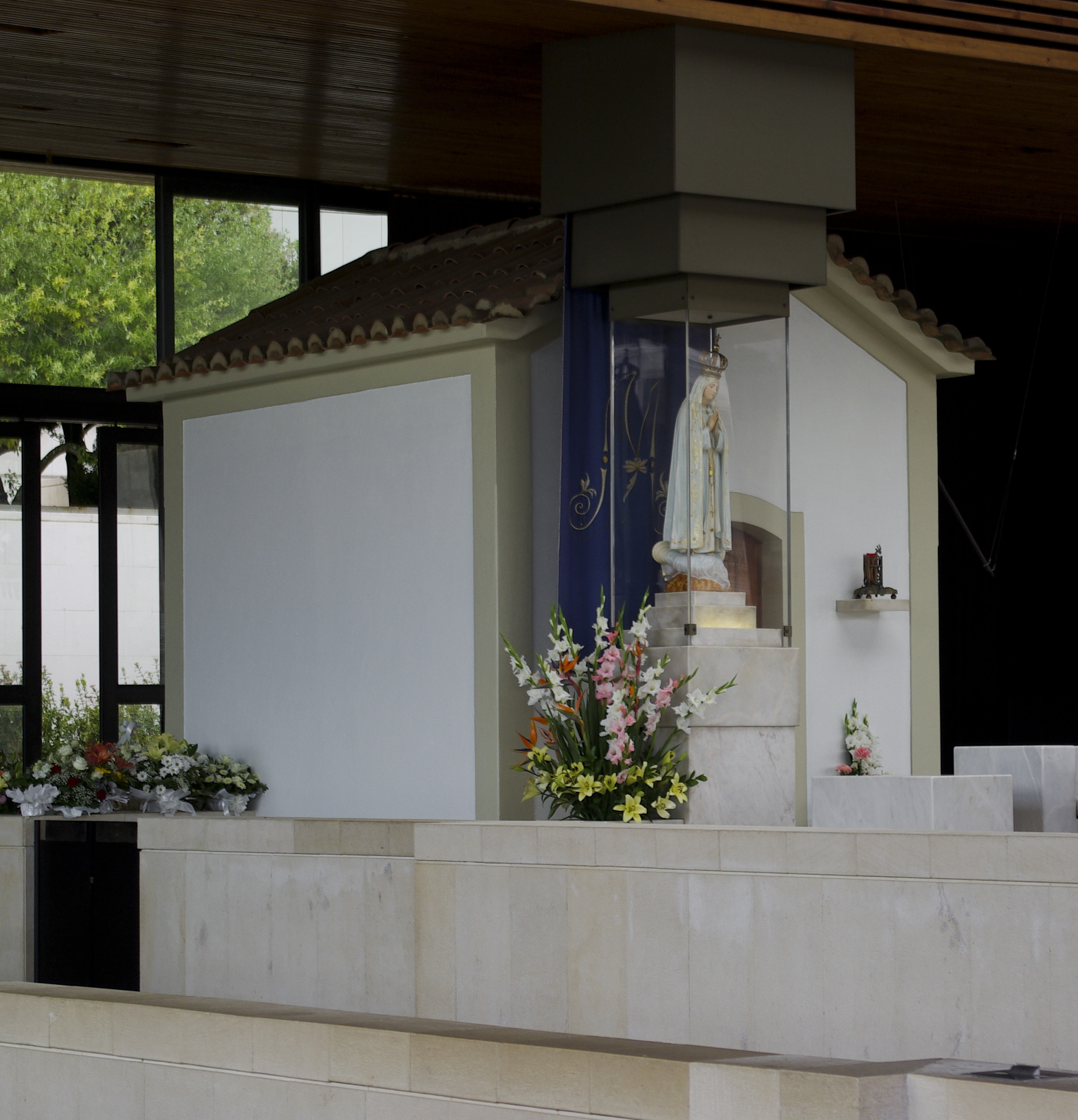
Kolumna Matki Bożej Fatimskiej przed kaplicą
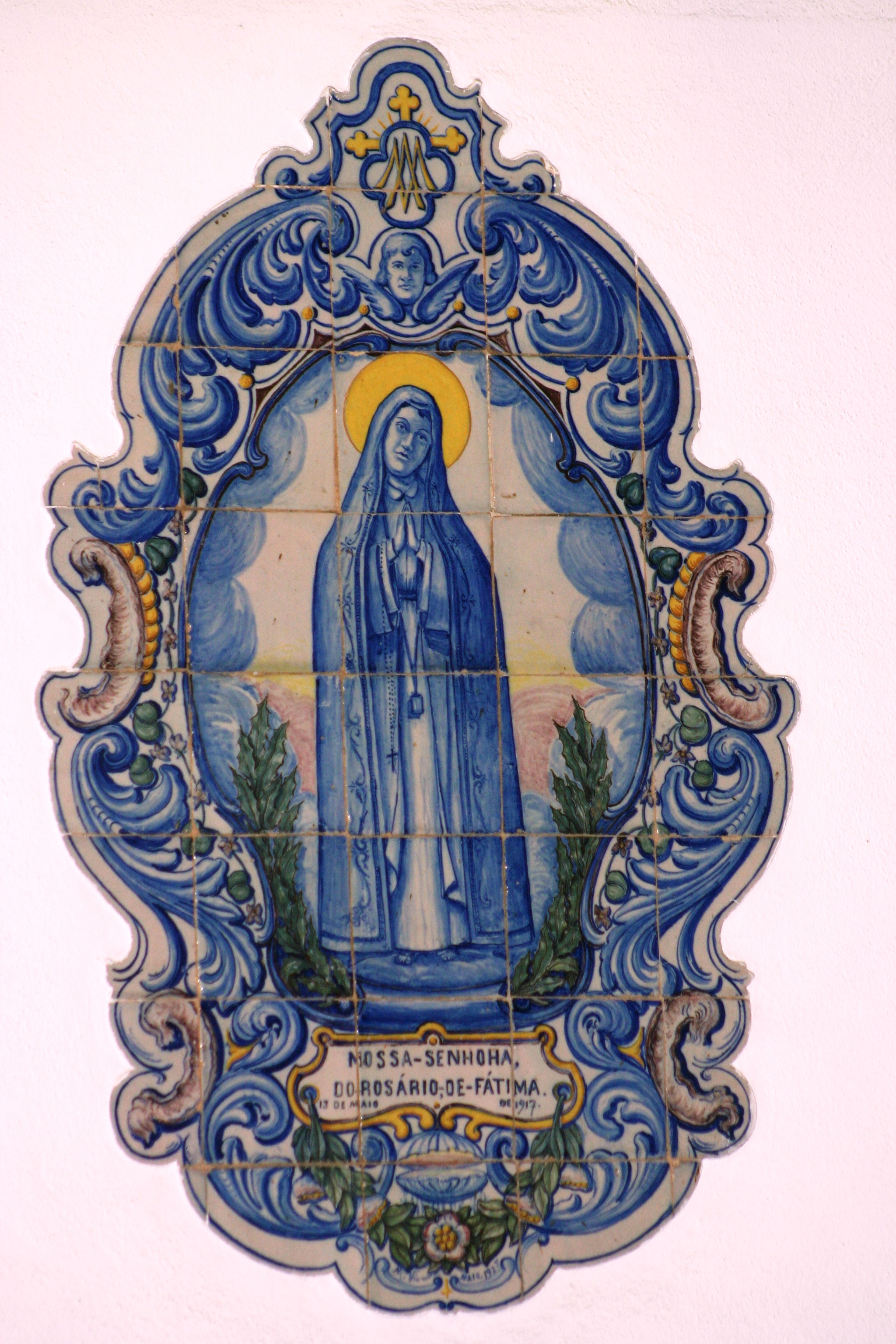
Relief Matki Bożej na ścianie kaplicy
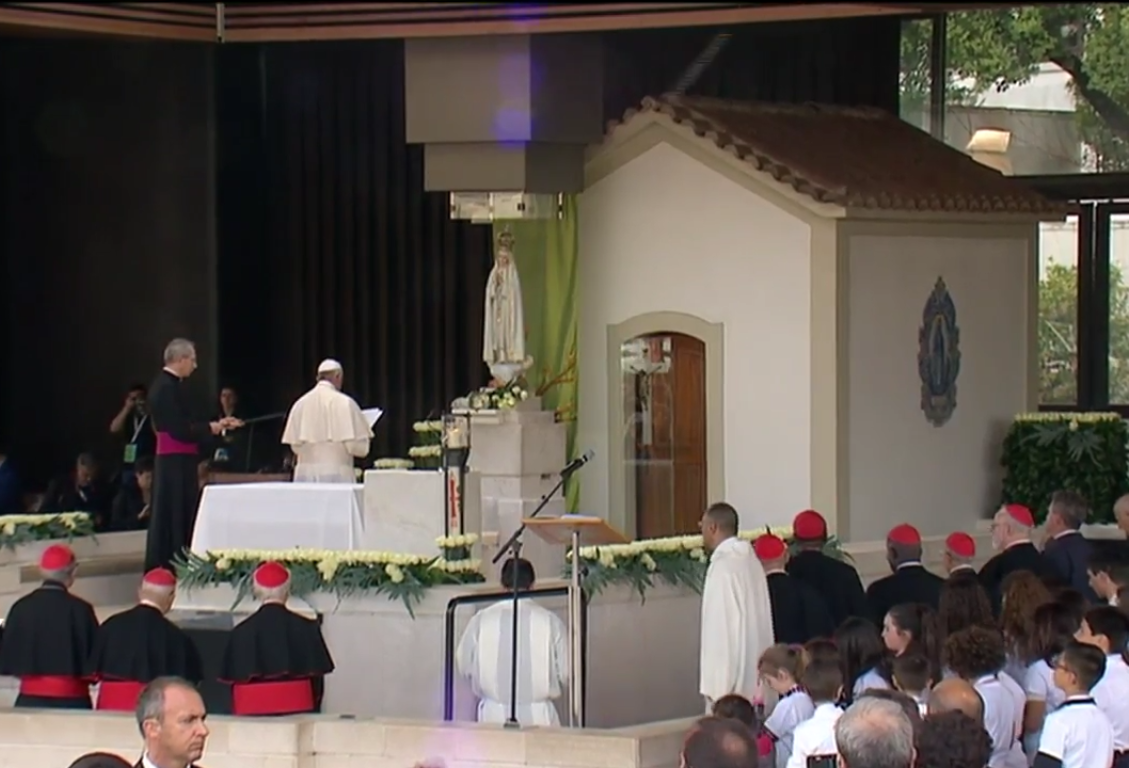
Papież Franciszek w Kaplicy Objawień w Fatimie